# Ledinek
Ledinek is een plaats in Slovenië en maakt deel uit van de gemeente Sveta Ana in de NUTS-3-regio Podravska. De plaats telde 249 inwoners op 1 januari 2020.